# Louise Bourgeois
Louise Bourgeois (franc. výslovnost Lujz Buržua, 25. prosince 1911 v Paříži – 31. května 2010 v New Yorku) byla francouzská sochařka, která se mimo jiné začala velmi brzy věnovat instalacím. Od roku 1938 žila a pracovala v New Yorku.

## Život
Louise Joséphine Bourgeois  vyrostla v Choisy-le-Roi u Paříže, kde její rodina provozovala galerii historických textilií. Vlastnili zde též tkalcovskou dílnu, která se specializovala na restaurování starých látek a tapiserií. Její otec podváděl svou ženu ve vlastním domě s Louisinou anglickou chůvou. Tyto vzpomínky později ovlivnily její uměleckou tvorbu. Již jako dítě vyráběla v rodinné dílně kresby doplňující chybějící části tapiserií. V roce 1930 začala na Sorbonně studovat matematiku. Po matčině smrti v roce 1932 se začala věnovat studiu dějin umění a sochařství. Studovala v Paříži na několika uměleckých školách, v letech 1936–1938 na École des Beaux-Arts.  V roce 1938 odešla společně se svým manželem, americkým  historikem umění Robertem Goldwaterem do New Yorku. Měli spolu tři syny a jejich manželství  trvalo až do Goldwaterovy smrti v roce 1973.  V roce 1951 se stala americkou občankou.  V roce 1958 se s rodinou přestěhovala do řadového domu  v Chelsea na Manhattanu, kde žila a pracovala po zbytek svého života. 
Věnovala se sochařské a grafické tvorbě. Vystavovala od roku 1945, ale umělecký svět jí věnoval jen malou pozornost. V roce 1954 se připojila ke skupině amerických abstraktních malířů, přátelila se s Willemem de Kooning, Markem Rothko a Jacksonem Pollockem.  
Od roku 1973 vyučovala grafiku a sochařství na uměleckých školách v New Yorku. Ve svém domě pořádala o nedělích  shromáždění studentů a mladých umělců, na nichž kriticky posuzovala  jejich práce a současně je povzbuzovala k tvorbě, nezávislé na genderových a jiných stereotypech.  Stala se členkou feministického kolektivu proti cenzuře, který založila její kolegyně umělkyně Anita Steckelová. Po  retrospektivní výstavě v Muzeu moderního umění v roce 1982 začalo jméno  Louise Bourgeois pronikat i do povědomí mezinárodní umělecké scény.  
Zemřela na selhání srdce v nemocnici na Manhattanu 31. května 2010 ve věku 98 let.  Pokračovala v tvorbě uměleckých děl až do své smrti, její poslední díla byla dokončena týden předtím.  

## Tvorba

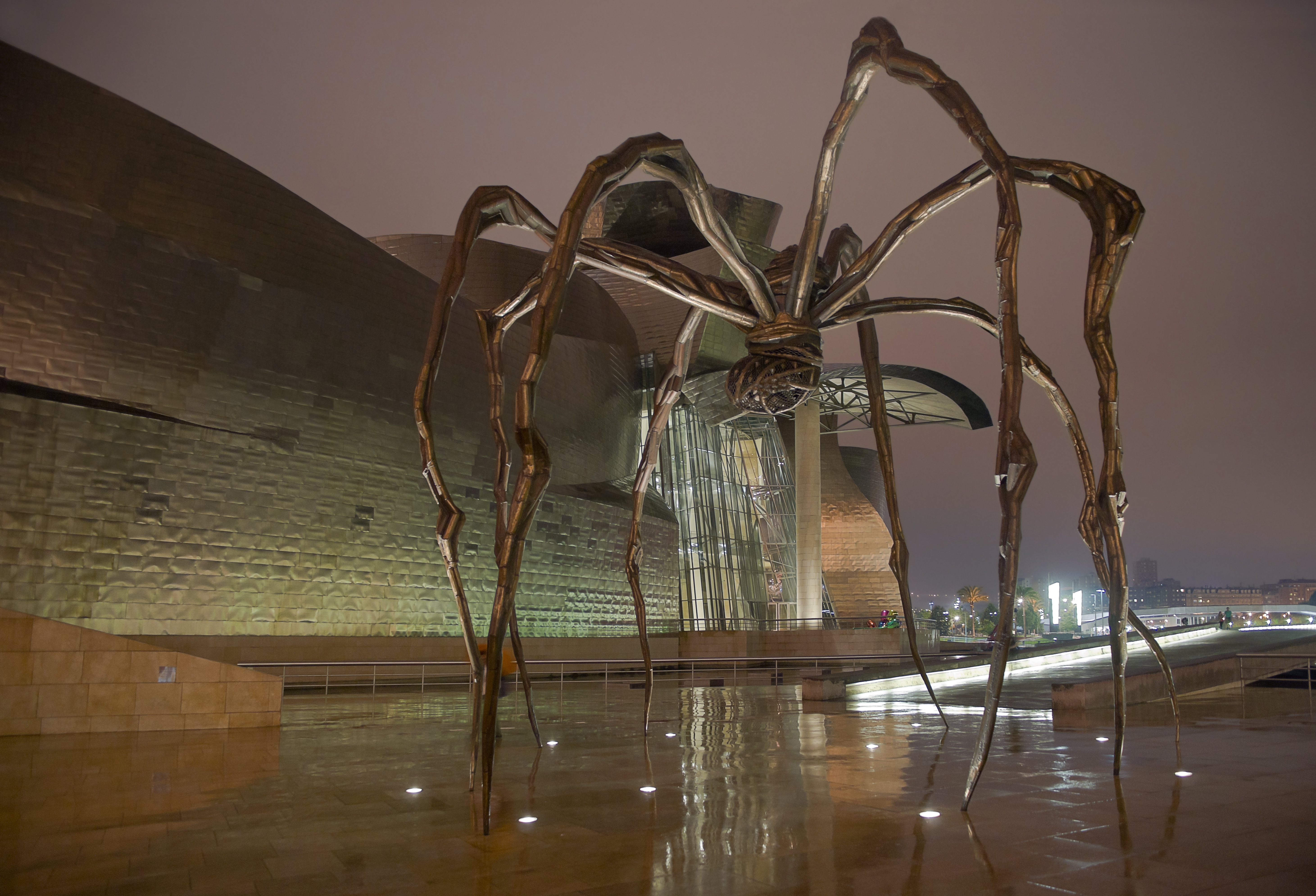
Louise Bourgeois: Maman

V průběhu své umělecké tvorby pracovala s různými materiály a technikami. Rané dílo tvoří především kresby ovlivněné surrealismem, jako je například Femmes–Maisons (Ženy–domy) z let 1945–47. Koncem 40. let se začala věnovat i sochařství, tvořila sochy ze dřeva a bronzu. Na počátku 60. let začala používat latex, sádru a textilie, její díla vyjadřovala víceznačnost abstraktních částí těla (Portrét, 1963, Pohled, 1963 nebo La Fillette–Holčička, 1968). 
Stala se průkopnicí v několika oblastech: Je první umělkyní, která se zabývala instalací, v které uspořádala své sochy jako související části kontextu. Její experimenty se zvířecí radostí ji znovu dovedly k novým možnostem zpracování a kombinacím materiálů. Kupříkladu jí posoužily v polovině devadesátých let ke vzniku několika látkových figur zpracovaných z oděvů z dětství a mládí jako pokrývka znázorňující bohatství – jsou to materiály a témata, obsah a forma.
První obraz pavouka, malou kresbu uhlem a tuší, udělala v roce 1947 a v závěru života začala tvořit sochy pavouků. Pavouk jí připomínal její chytrou, ochranitelskou matku, jejíž smrt i otcova nevěra měly na její tvorbu silný vliv (Zničení otce, 1974). Od té doby se v ní objevovaly motivy samoty, zrady, nebezpečí a zranitelnosti.   Její matka měla logický a intelektuální přístup k životu, na rozdíl od emotivní a vášnivé povahy jejího otce. Tyto protichůdné síly se staly klíčovým tématem velké části její pozdější tvorby. Její dvouhlavé sochy naznačují smysl dvou velmi oddělených sil neúnavně spojených dohromady. 
V letech 1984 až 1986 vytvořila sérii soch pod názvem Nature Study, která pokračovala v její celoživotní snaze zpochybňovat patriarchální standardy a tradiční metody ženskosti v umění.
Témata uvěznění, úzkosti a strachu se objevují také v sérii  uzavřených struktur známých jako  Cells (buňky). Louise Bourgeois je začala  vytvářet  v roce 1989 a staly se  důležitou součástí její tvorby na mnoho let. 
Důležitou osobou v životě Louise Bourgeois byl Jerry Gorovoy, kterého potkala na konci 70. let. Více než třicet let byl jejím asistentem a důvěrníkem, inspirací pro její tvorbu. Jeho ruce se jako symbol přátelství a podpory objevují na mnoha kresbách a sochařských pracích, například The Welcoming hands (1996)  nebo 10 am is When You Come to Me (2006). 
Louise Bourgeois si od mládí vedla deníky a do svých uměleckých děl zahrnula  také texty ze svých deníků. V roce 1947vytvořila sérii tisků nazvanou Zmizel v úplném tichu,  která kombinovala poetický text s rytinami. Bourgeois později ve svých dílech kombinovala slova, fráze a kresby a někdy je vyšívala na látku (Repairs in the Sky, 1999 nebo I Am Afraid, 2009).  

## Výstavy a ocenění
Mezinárodní umělecká činnost upozornila na ni až později, nejdříve se jí dostalo pozornosti v USA, zejména v New Yorku. Tam byla prvně oceněna za svou samostatnou výstavu (1945) a v letech 1941 až 1953 vytvořila sochy, které roku 1979 ukázala veřejnosti. V roce 1980 následovaly výstavy jejich soch z let 1955–1970. Poté jí Museum of Modern Art v New Yorku věnovalo roku 1982 jako první umělkyni – ženě retrospektivní výstavu, následovala další americká muzea. V roce 1989 byla pozvána na Documenta 9 v německém Kasselu a následně  byla její díla také k vidění v různých evropských zemích. 
Tate Modern jí uspořádala v roce 2007 v Londýně současně s jejími 95. narozeninami rozsáhlou retrospektivní výstavu. Od 5. května až do 2. června 2008 se nacházela v Paříži v Centre Georges Pompidou. Dále putovala výstava do Guggenheimova muzea v New Yorku a Muzea of Contemporary Art v Los Angeles.
V Praze bylo několik jejích prací vystaveno na přelomu let 2015 a 2016 v Galerii Rudolfinum v rámci kolektivní výstavy s názvem Flaesh, kde se představily rovněž Marlene Dumasová, Tracey Eminová, Kiki Smith a Berlinde De Bruyckere. Z díla Louise Bourgeois byly vystaveny tři biomorfní plastiky ze série Ozvěny a série kreseb Neopouštěj mě, na nichž pracovala společně s Tracey Eminovou.